# Wyższa Szkoła Pedagogiczna we Wrocławiu
Wyższa Szkoła Pedagogiczna we Wrocławiu (Państwowa Wyższa Szkoła Pedagogiczna) – państwowa uczelnia zawodowa o profilu pedagogicznym, która funkcjonowała we Wrocławiu w latach 1950–1954 a następnie przeniesiona do Opola, gdzie działała jako Wyższa Szkoła Pedagogiczna im. Powstańców Śląskich w Opolu.
Powstała na mocy rozporządzenia Rady Ministrów z dn. 29 listopada 1950 o utworzeniu wyższej szkoły zawodowej z Instytutu Pedagogicznego ZNP utworzonego w 1946 roku. Organizatorami byli Emil Smetana i prof. dr Stanisław Rospond, który został pierwszym rektorem. Do władz uczelni należeli także dziekan Wydziału Matematyczno-Fizycznego dr Witold Kruk-Ołpiński oraz  dziekan Wydziału Filologicznego – dr S. Dąbrowski. Na siedzibę szkoły przeznaczono dwa lokale, jeden przy pl. Nankera 4, drugi zaś przy ul. Stanisława Poniatowskiego 9 wspólnie z I Liceum Ogólnokształcącym. Nauka odbywała się w trybie trzyletnim na czterech kierunkach: filologii polskiej, matematyki, fizyki i od 1951 filologii rosyjskiej. Uczelnia miała za zadanie przygotowywać w pełni wykwalifikowanych nauczycieli szkół średnich. Z powodu problemów lokalowych spowodowanych zniszczeniami wojennymi oraz małym zainteresowaniem lokalnych władz rozwojem tej uczelni (w tym czasie we Wrocławiu organizowano 9 szkół wyższych, wśród których WSP była „kopciuszkiem” – określenie prof. Rosponda) władze WSP przyjęły propozycje przeniesienia szkoły do Opola (uchwała R.M. z 26.10.1954), gdzie stała się jedną z instytucji przekształconych wspólnie w Uniwersytet Opolski. Przenosiny uczelni nastąpiły z inicjatyw ówczesnego kuratora opolskiego Teodora Musioła, zasłużonego dla rozwoju uczelni w pierwszych latach jej istnienia. W Opolu nie było wówczas żadnej szkoły wyższej, a we Wrocławiu zaistniały trudności lokalowe, wobec czego zdecydowano się wznieść nową siedzibę dla przeniesionej uczelni w Opolu.

## Wybrani absolwenci
Studia na Wyższej Szkole Pedagogicznej we Wrocławiu ukończyły dwa roczniki studentów, tj. 118 osób, m.in.:
- Józef Bar – doktor nauk humanistycznych, wykładowca Wyższej Szkoły Pedagogicznej w Opolu[3]
- Ludwik Bąk – pedagog, doktor nauk historycznych, społecznik[4].
- Janusz Michułowicz
- Zygmunt Łomny
- Zdzisław Piasecki